# La voz Kids (programa de televisión de Perú)
La voz Kids es un programa de talentos peruano producido por Rayo en la Botella S.A.C. en colaboración con Talpa Media y lanzada en Latina Televisión el 13 de enero de 2014. Este formato consiste en elegir entre un grupo de niños a aquellos que destaquen por sus cualidades vocales sin que su imagen influya en la decisión del jurado.
Fue conducido por Cristian Rivero, Karen Schwarz y Almendra Gomelsky.

## Historia
Tras la culminación de la primera temporada de La Voz Perú, el canal Frecuencia Latina lanzó un spot publicitario preparando una versión para niños de La voz, la cual ya había sido emitida en otros países bajo el formato de The Voice Kids. El formato peruano se empezó a grabar en el mes de noviembre de 2013.

## Etapas
La voz Kids consiste en elegir entre un grupo de niños de 8 a 15 años que destaquen por sus cualidades vocales sin que la imagen influya en la decisión del jurado, integrado por conocidos artistas que posteriormente dirigen su formación académica. Este programa consta de 3 etapas: 
- Etapa 1: Las audiciones a ciegas: Esta es la primera etapa los tres entrenadores estarán de espaldas a los participantes y se guiarán únicamente por su voz. Si la voz del concursante conquista al entrenador, este oprime un botón que hará girar la silla en la que el experto se encuentra y quedará de frente al participante. De esta manera demostrará que desea que este participante forme parte de su equipo. Si más de un entrenador oprime el botón, el participante tendrá la opción de decidir con cual de los entrenadores quiere entrenarse en esta competencia; pero si un entrenador es el único que oprime el botón, automáticamente, el concursante se va a su equipo. Si ninguno de los entrenadores oprime el botón, significa que el participante no ha sido seleccionado.

- Etapa 2: Las batallas: En esta etapa, los entrenadores se verán obligados a reducir su equipo a la tercera parte. Deberán enfrentar a tres de sus integrantes los cuales deberán cantar en un ring, quienes se enfrenten deberán demostrar quién tiene la mejor voz. Al final cada entrenador tomará la decisión de eliminar a dos de ellos, quienes tendrán que abandonar la competencia. Para que los entrenadores tengan una buena elección en cuanto a la mejor voz, son asesorados por otros cantantes. Al final de esta etapa quedan 6 por equipo.

- Etapa 3: Semifinales: Cada concursante deberá cantar para los entrenadores la misma canción de su audición. Al final del programa, cada entrenador estará en la obligación de elegir a los salvados de su equipo. El entrenador anuncia quien se va a la siguiente ronda, ya que entre el y el que quede, se enfrentan para representar al entrenador, ya que en cada equipo, solo habrá uno para el final. Al final de esta etapa quedan 2 por equipo.

## Coaches

### Presentadores
Durante el formato original, fue presentado por Cristian Rivero y presentado por Almendra Gomelsky. En la cuarta temporada, Gomelsky sería reemplazada por Gianella Neyra.

### Entrenadores
El panel de entrenadores lo integran la cantante peruana de folclore Eva Ayllón, el cantante mexicano de pop Kalimba y la cantante peruana de pop Anna Carina.
Referencia de color
     – Temporadas como Entrenador
 – Entrenador ganador de la Temporada
| Entrenador       | Temporadas     | Temporadas     | Temporadas     | Temporadas     | Temporadas     |
| Entrenador       | 1 (2014)       | 2 (2015)       | 3 (2016)       | 4 (2021)       | 5 (2022)       |
| ---------------- | -------------- | -------------- | -------------- | -------------- | -------------- |
| Eva Ayllón       |                |                |                |                |                |
| Anna Carina      |                |                | Medalla de oro |                |                |
| Kalimba          | Medalla de oro | Medalla de oro |                |                |                |
| Luis Enrique     |                |                |                |                |                |
| Christian Yaipén |                |                |                |                |                |
| Joey Montana     |                |                |                |                |                |
| Daniela Darcourt |                |                |                | Medalla de oro |                |
| Maricarmen Marín |                |                |                |                |                |
| Ezio Oliva       |                |                |                |                |                |
| Víctor Muñoz     |                |                |                |                | Medalla de oro |

### Asesores
| 1 | Diego Dibós Equipo Anna Carina         | Gisela Ponce de León Equipo Kalimba      | Julie Freundt Equipo Eva Ayllón                 | N/A                                   |
| 2 | Daniel Lazo Equipo Anna Carina         | Wendy Sulca Equipo Kalimba               | Javier Arias Maricarmen Marín Equipo Eva Ayllón | N/A                                   |
| 4 | Johnny Lau Equipo Daniela Darcourt     | Nicole "Nicky" Favre Equipo Joey Montana | Susan Ochoa Equipo Eva Ayllón                   | Amy Gutiérrez Equipo Christian Yaipén |
| 5 | Milena Warthon Equipo Maricarmen Marin | Daniela Darcourt Equipo Ezio Oliva       | Lita Pezo Equipo Eva Ayllón                     | Amy Gutiérrez Equipo Víctor Muñoz     |

## Temporadas

### Primera temporada (2014)
Referencia de color
     – Ganador
     – Finalistas
En la siguiente tabla aparecen todos los concursantes que pasaron las audiciones a ciegas. Los ganadores de cada temporada están en negrita, los finalistas en cursiva pequeña, y el resto, corresponde a los participantes eliminados.
| Temporada | Coaches | Coaches | Coaches |
| Temporada | Anna Carina | Kalimba | Eva Ayllón |
| --------- | --- | --- | --- |
| 1         | Sebastián Reátegui Francesca Siche Tiffany Terrones Gonzalo Kujón Shania Lazo Nicole Tudela Camila Yanqui Tatiana Medina Olga Juárez Dulce Nicole Karimé Castillo Renato Valdivia Grecia Huertas Nayeli Ramírez Daniela Lam Alexandra Fernández Yalú Olaya Valeria vertiz | Amy Gutiérrez · Camila Castillo · Sandra Saldaña · Miguel Ángel Rodríguez · Michael Villar · Dayana Pauccar · Sonalí Oré · Nicolás Orejuela · Sally Macedo · Killa Tupayachi · Daniela Prado · Ariana Roggero · Vanessa Angúlo · Dayana Campos · Marcia Acasiete · Marianélida Baca · Dayana León · Paola Egusquiza | Valeria Zapata Erick Napa Jessica Narváez Mauricio Ormeño Josué Aldave Kevin Villaverde Adela Padilla Ariana Stisin Bárbara Tipian Antonella Montalvo Maryuri Peña Rudy Cabrera Jean Pool Meléndez Nancy Godoy Víctor García Diego Rubio Marjorie Godoy Luz Manchego |

### Segunda temporada (2015)
Referencia de color
     – Ganador
     – Finalistas
En la siguiente tabla aparecen los ganadores de temporada están en negrita, los finalistas en cursiva pequeña.
| Temporada | Coaches | Coaches | Coaches |
| Temporada | Anna Carina | Kalimba | Eva Ayllón |
| --------- | --- | --- | --- |
| 2         | Fabrizio Galvez Noelani Aspiros Luis Roldan Brenda Torres Anali León Aracelly del Carmen María Gracia Delgado Luz Chávez Melanie Caldas Renato Yáñez Aracely Taboada Karina Mendoza Daniela Ahón Shirell De La Cruz | Sofia Hernández · María Fe Velito · Ana Paula Vera Tudela · Lucero Koyama · Nathaly Esquerre · Luna Chavarri · Camila Dellepiane · Kiara Álvarez · Clenith Coaquira · Erika Rivas · Natalia Salinas · Leslie Figueroa · Meylin Sullon · Jesús Rojas | D'Angelo Perez Amanda Legario Nicole Salinas Daniela Aybar Daniela Balbuena Rocío Soto María De Los Ángeles Brenda Morí Eva María Huertas Celeste Manrique Rocío Miranda Nathaly Gutiérrez Karely Maza Cristian Alcázar |

### Tercera temporada (2016)
Referencia de color
     – Ganador
     – Finalistas
En la siguiente tabla aparecen los ganadores de temporada están en negrita, los finalistas en cursiva pequeña.
| Temporada | Coaches                                                                                                 | Coaches                                                                            | Coaches                                                                                      |
| Temporada | Anna Carina                                                                                             | Eva Ayllón                                                                         | Luis Enrique                                                                                 |
| --------- | --- | ---------------------------------------------------------------------------------- | -------------------------------------------------------------------------------------------- |
| 3         | Nicolás Parra · Flavia Pajuelo · Gianella Quezada · David Chávez · Luciana Ríos · María Fernanda Dámazo | Nicole La Rosa Jack León Camila Lizarribar Anely Dávila Aarón Guerrero Willy Pisco | Úrsula Eyzaguirre Marcelo García Esmeralda Díaz Ángelica Dávila Jair Montaño Francisco Vidal |

### Cuarta temporada (2021)
Referencia de color
     – Ganador
     – Finalistas
En la siguiente tabla aparecen los ganadores de temporada están en negrita, los finalistas en cursiva pequeña.
| Temporada | Coaches                                                | Coaches                                         | Coaches                                      | Coaches                                           |
| Temporada | Daniela Darcourt                                       | Joey Montana                                    | Eva Ayllón                                   | Christian Yaipén                                  |
| --------- | ------------------------------------------------------ | ----------------------------------------------- | -------------------------------------------- | ------------------------------------------------- |
| 4         | Gianfranco Bustios · Lucía Grundy · Fiorella Caballero | Fernanda Rivera Vincenzo Leonardi Stiven Franco | César Vicente Sabrina Quintana Cielo Sánchez | Angelo Villanueva Luna Vásquez Paulina Villalobos |

### Quinta temporada (2022)
Referencia de color
     – Ganador
     – Finalistas
En la siguiente tabla aparecen los ganadores de temporada están en negrita, los finalistas en cursiva pequeña.
| Temporada | Coaches                                        | Coaches                                             | Coaches                             | Coaches                                            |
| Temporada | Maricarmen Marín                               | Ezio Oliva                                          | Eva Ayllón                          | Víctor Muñoz                                       |
| --------- | ---------------------------------------------- | --------------------------------------------------- | ----------------------------------- | -------------------------------------------------- |
| 5         | Stive Kidman Alfrelith Urquiola Kamila Bolívar | Douglas Mogollón Victoria Camacho Dariana Rodríguez | Facu Alice Belleza Thiago Castañeda | Gianmarco Morales · Lucciana Vega · Camila Giménez |

## Resumen
| - Equipo Eva - Equipo Anna | - Equipo Luis - Equipo Kalimba | - Equipo Daniela - Equipo Christian | - Equipo Joey - Equipo Maricarmen | - Equipo Ezio - Equipo Víctor |

| Temporada | Estreno               | Final                   | La Voz Kids Perú Ganador | Finalistas         | Entrenador Ganador | Presentador     | Backstage         | Entrenadores     | Entrenadores | Entrenadores | Entrenadores     | Cadena |
| Temporada | Estreno               | Final                   | La Voz Kids Perú Ganador | Finalistas         | Entrenador Ganador | Presentador     | Backstage         | 1                | 2            | 3            | 4                | Cadena |
| --------- | --------------------- | ----------------------- | ------------------------ | ------------------ | ------------------ | --------------- | ----------------- | ---------------- | ------------ | ------------ | ---------------- | ------ |
| 1         | 13 de enero de 2014   | 3 de febrero de 2014    | Amy Gutiérrez            | Valeria Zapata     | Kalimba            | Cristian Rivero | Almendra Gomelsky | Anna Carina      | Kalimba      | Eva Ayllón   | N/A              |        |
| 1         | 13 de enero de 2014   | 3 de febrero de 2014    | Amy Gutiérrez            | Sebastián Reátegui | Kalimba            | Cristian Rivero | Almendra Gomelsky | Anna Carina      | Kalimba      | Eva Ayllón   | N/A              |        |
| 2         | 19 de enero de 2015   | 2 de marzo de 2015      | Sofia Hernández          | D'Angelo Perez     | Kalimba            | Cristian Rivero | Gigi Mitre        | Anna Carina      | Kalimba      | Eva Ayllón   | N/A              |        |
| 2         | 19 de enero de 2015   | 2 de marzo de 2015      | Sofia Hernández          | Fabrizio Galvez    | Kalimba            | Cristian Rivero | Gigi Mitre        | Anna Carina      | Kalimba      | Eva Ayllón   | N/A              |        |
| 3         | 11 de enero de 2016   | 12 de febrero de 2016   | Nicolás Parra            | Nicole La Rosa     | Anna Carina        | Cristian Rivero | Katia Condos      | Anna Carina      | Eva Ayllón   | Luis Enrique | N/A              |        |
| 3         | 11 de enero de 2016   | 12 de febrero de 2016   | Nicolás Parra            | Úrsula Eyzaguirre  | Anna Carina        | Cristian Rivero | Katia Condos      | Anna Carina      | Eva Ayllón   | Luis Enrique | N/A              |        |
| 4         | 19 de octubre de 2021 | 17 de noviembre de 2021 | Gianfranco Bustios       | Angelo Villanueva  | Daniela Darcourt   | Cristian Rivero | Gianella Neyra    | Daniela Darcourt | Joey Montana | Eva Ayllón   | Christian Yaipén |        |
| 4         | 19 de octubre de 2021 | 17 de noviembre de 2021 | Gianfranco Bustios       | César Vicente      | Daniela Darcourt   | Cristian Rivero | Gianella Neyra    | Daniela Darcourt | Joey Montana | Eva Ayllón   | Christian Yaipén |        |
| 4         | 19 de octubre de 2021 | 17 de noviembre de 2021 | Gianfranco Bustios       | Fernanda Rivera    | Daniela Darcourt   | Cristian Rivero | Gianella Neyra    | Daniela Darcourt | Joey Montana | Eva Ayllón   | Christian Yaipén |        |
| 5         | 20 de octubre de 2022 | 6 de diciembre de 2022  | Gianmarco Morales        | Douglas Mogollón   | Víctor Muñoz       | Cristian Rivero | Karen Schwarz     | Maricarmen Marín | Ezio Oliva   | Eva Ayllón   | Víctor Muñoz     |        |
| 5         | 20 de octubre de 2022 | 6 de diciembre de 2022  | Gianmarco Morales        | Facu               | Víctor Muñoz       | Cristian Rivero | Karen Schwarz     | Maricarmen Marín | Ezio Oliva   | Eva Ayllón   | Víctor Muñoz     |        |
| 5         | 20 de octubre de 2022 | 6 de diciembre de 2022  | Gianmarco Morales        | Stive Kidman       | Víctor Muñoz       | Cristian Rivero | Karen Schwarz     | Maricarmen Marín | Ezio Oliva   | Eva Ayllón   | Víctor Muñoz     |        |